# Emily Newnham
Emily Newnham, född den 19 maj 2004, är en brittisk friidrottare som tävlar i kortdistans-  och häcklöpning.

## Karriär
Newnham ingick i det brittiska lag som tog silver på den långa stafetten och brons på den mixade långa stafetten vid inomhus-EM 2025. Vid U23-EM 2025 tog hon guld på 400 meter häck.